# Liste des noms français de toponymes du Royaume-Uni
Très peu de toponymes britanniques possèdent un équivalent proprement français.

## Noms encore utilisés de nos jours

### Villes
- Londres : London
- Cantorbéry : Canterbury
- Douvres : Dover
- Édimbourg : Edinburgh
- Bornemouth : Bournemouth

### Comtés
- Cornouailles : Cornwall
- Cumbrie : Cumbria
- Lancastre : Lancashire
- Sorlingues : îles Scilly
- Hébrides : Hebrides
- Orcades : Orkney

### Régions
- Est-Anglie : East Anglia

### Nations
- Angleterre : England
- Écosse : Scotland
- Irlande du Nord : Northern Ireland
- Pays de Galles : Wales

### Fleuve
- la Tamise : the Thames

### Mers
- l'Océan Atlantique : the Atlantic Ocean
- la Mer d'Irlande : the Irish Sea
- le Canal Saint-Georges : Saint George's Channel
- la Mer Celtique : the Celtic Sea
- la Manche : the English Channel
- le Pas de Calais : the Straits of Dover
- la Mer du Nord : the North Sea

### Îles
- les îles Sorlingues : the Scilly Islands
- les îles Anglo-Normandes : the Channel Islands
- Guernesey : Guernsey
- Aurigny : Alderney
- Sercq : Sark

### Caps
- Cap Béveziers : Beachy Head

## Noms aujourd’hui tombés en désuétude
Il s'agit souvent de villes de la Manche, fréquentées depuis longtemps par des Français.
- Bouquinquan : Buckingham. Du temps de Richelieu, on trouve plusieurs mentions du Duc de Bouquinquan.
- Osenefort (Ossenefort, Senefort) : Oxford[1],[2]. On retrouve dans les textes de Philippe de Rémi et Chrétien de Troyes les noms de Conte d'Osenefort ou Terre d'Osenefort à plusieurs reprises.
- Galinguefort : Wallingford
- Ouestmoutiers : Westminster
- Vicêtre (Bicêtre, Wincestre[3]) : Winchester
- Ile de Wicht : Ile de Wight[4]
- Clocestre (Closcestre) : Gloucester[5]
- Grausine : Gravesend
- Hantone : Southampton
- Lime : Lyme Regis
- Leues : Lewes
- La Rye : Rye
- Rocheford : Rochford
- Sorlan (Sorham) : Shoreham
- Saverne : Rivière Severn
- Peterbourg : Peterborough
- Nieuark : Newark-on-Trent
- Neufchâtel : Newcastle
- Gernemue : Great Yarmouth[6]